# A907 road
Die A907 road ist eine A-Straße in den schottischen Council Areas Fife, Clackmannanshire und Stirling.

## Verlauf
Die A907 bildet die Verlängerung der aus Stonehaven kommenden A92. Sie beginnt an einem Kreisverkehr über der M90 zwischen den Ortschaften Crossgate und Halbeath, in den die A92 von Osten kommend einmündet. Sie führt in westlicher Richtung durch Halbeath und bildet eine der Hauptverkehrsstraßen Dunfermlines. Im Stadtzentrum wird sie für wenige hundert Meter zusammen mit der A823 (Rosyth–Muthill) geführt. Am Westrand von Dunfermline zweigt die A994 ab. Diese stellt eine Verbindung zur A985 her, welche die Ortschaften an der Nordküste des Firth of Forth an das Fernstraßennetz anbindet.
Drei Kilometer westlich von Dunfermline erreicht die A907 die Ortschaften Oakley und Comrie. Sie tangiert den Weiler Blairhall und führt durch den dünnbesiedelten Westen Fifes. Nach insgesamt 21 km kreuzt die A907 die A977 (Kincardine–Kinross), welche auf diesem Abschnitt die Grenze zwischen Fife und Clackmannanshire markiert. Die A907 führt nach Nordwesten, tangiert Clackmannan, wo sie den Black Devon quert, und erreicht Alloa. Dort bildet sie eine der Hauptverkehrsstraßen und nimmt die aus Tillicoultry kommende A908 auf. Nordwestlich tangiert sie Tullibody und erreicht mit der Querung des Devon die Council Area Stirling. Die A907 kreuzt die A91 (Bannockburn–St Andrews) und endet schließlich in Causewayhead, einem Vorort von Stirling, nahe dem Wallace Monument. Sie mündet nach einer Gesamtstrecke von 36,1 km in die A9 (Polmont–Scrabster) ein.

## Tullibody Old Bridge
Ehemals querte die A907 den Devon über die aus dem 16. Jahrhundert stammende Tullibody Old Bridge. 1920 wurde sie jedoch durch einen nahegelegenen Brückenneubau ersetzt. Doch auch diese Brücke wurde zwischenzeitlich durch eine moderne Brücke ersetzt. Wegen ihrer hohen bauhistorischen Bedeutung ist die Tullibody Old Bridge als Denkmal der höchsten schottischen Denkmalkategorie A klassifiziert.